# Erites medura
Erites medura är en fjärilsart som beskrevs av Thomas Horsfield 1829. Erites medura ingår i släktet Erites och familjen praktfjärilar. IUCN kategoriserar arten globalt som livskraftig. Inga underarter finns listade i Catalogue of Life.